# Jack Pinnington Jones
Jack Pinnington Jones (Kingston upon Thames, 30 de marzo de 2003) es un tenista profesional británico. 

## Trayectoria
Pinnington Jones jugó al tenis universitario en la Universidad Cristiana de Texas. En 2024, recibió una wild card junto a Aidan McHugh para el cuadro principal de dobles del Challenger de Nottingham 2024. También participó en la fase clasificatoria de individuales y eliminó a Ryan Peniston y Felix Gill para alcanzar el cuadro principal. Posteriormente, venció a Arthur Fery antes de superar al número 1 británico, Cameron Norrie, en tres sets, para alcanzar los cuartos de final.
En junio de 2024, en su debut en un Grand Slam, recibió una invitación para el evento de dobles masculino del Campeonato de Wimbledon 2024 junto a su compatriota Jacob Fearnley.